# Droga wojewódzka nr 297
Droga wojewódzka nr 297 (DW297) – droga wojewódzka przebiegająca przez zachodnią część Polski, przez Bory Dolnośląskie. Prowadzi przez województwa: lubuskie (42,4 km) i dolnośląskie. Łączy drogę ekspresową S3 z autostradami A18 i A4 oraz drogami krajowymi nr 12 i 30. Ze względu na brak połączenia Zgorzelca z Lesznem i dalej z Poznaniem w sieci dróg krajowych, droga ta stanowi ważny łącznik pomiędzy Autostradą A4 a drogą krajową nr 12.

## Historia numeracji
Na przestrzeni lat trasa posiadała różne oznaczenia i klasyfikacje:

| Numer | Kategoria            | Przebieg                                                                         | Lata obowiązywania | Źródło | Uwagi |
| ----- | -------------------- | -------------------------------------------------------------------------------- | ------------------ | --- | --- |
| E14   | droga międzynarodowa | Nowa Sól – Kożuchów – Szprotawa – Golnice – Bolesławiec – Lwówek Śląski – Pławna | 1962 – 1985        | - Mapa samochodowa Polski 1:1 000 , Warszawa: Państwowe Przedsiębiorstwo Wydawnictw Kartograficznych, 1962. Brak numerów stron w książce - Atlas samochodowy Polski 1:500 000. Wyd. IV. Warszawa: Państwowe Przedsiębiorstwo Wydawnictw Kartograficznych, 1965. Brak numerów stron w książce - Reiseatlas DDR mit ČSSR, Polen, UDSSR, Ungarn, Rumänien, Bulgarien. Berlin/Leipzig: VEB Tourist Verlag, 1977. Brak numerów stron w książce - Samochodowy atlas Polski 1:500 000. Wyd. V. Warszawa: Państwowe Przedsiębiorstwo Wydawnictw Kartograficznych, 1979. ISBN 83-7000-017-7. Brak numerów stron w książce - Hegi Gyula, Domokos György: EUROPE L'EUROPE EUROPA ЕВРОПА Road atlas Atlas Routier Autoatlas АТЛАС автомобильных дорог. Budapest: Cartographia Budapest, 1981. ISBN 963-350-412-0. Brak numerów stron w książce - Samochodowy atlas Polski 1:500 000. Wyd. IX. Warszawa: Państwowe Przedsiębiorstwo Wydawnictw Kartograficznych, 1985. Brak numerów stron w książce | nieznana numeracja krajowa |
| ?     | droga lokalna        | Pławna – Pasiecznik                                                              | ? – 1985           | - Atlas samochodowy Polski 1:500 000. Wyd. IV. Warszawa: Państwowe Przedsiębiorstwo Wydawnictw Kartograficznych, 1965. Brak numerów stron w książce - Samochodowy atlas Polski 1:500 000. Wyd. V. Warszawa: Państwowe Przedsiębiorstwo Wydawnictw Kartograficznych, 1979. ISBN 83-7000-017-7. Brak numerów stron w książce - Samochodowy atlas Polski 1:500 000. Wyd. IX. Warszawa: Państwowe Przedsiębiorstwo Wydawnictw Kartograficznych, 1985. Brak numerów stron w książce | brak danych o numeracji |
| 297   | droga krajowa        | Nowa Sól – Kożuchów – Bolesławiec – Pława Dolna – Pasiecznik                     | od 1985 roku       | - Uchwała nr 192 Rady Ministrów z dnia 2 grudnia 1985 r. w sprawie zaliczenia dróg do kategorii dróg krajowych (M.P. z 1986 r. nr 3, poz. 16) - Polska: atlas samochodowy 1:300 000. Wyd. pierwsze. Warszawa: Polskie Przedsiębiorstwo Wydawnictw Kartograficznych, 1992. ISBN 83-7000-080-0. Brak numerów stron w książce - Polska: mapa samochodowa 1:700 000, wyd. 1, Szczecin: Wydawnictwo Kartograficzne KOMPAS, 1996–1997, ISBN 83-904373-2-5. Brak numerów stron w książce - Polska: mapa samochodowa 1:700 000, wyd. II zmienione i poprawione, Szczecin: Wydawnictwo Kartograficzne KOMPAS, 1997–1998, ISBN 83-904373-3-3. Brak numerów stron w książce | dozwolony ruch ciężki – dopuszczalny nacisk na oś do 10 ton |
| 297   | droga wojewódzka     | Nowa Sól – Kożuchów – Bolesławiec – Pława Dolna – Pasiecznik                     | od 2000 roku       | - Polska: mapa samochodowa z podziałem administracyjnym 1:700 000, wyd. XII Zmienione, poprawione i uaktualnione, Szczecin: Wydawnictwo Kartograficzne KOMPAS, 2004–2005, ISBN 83-904373-7-6. Brak numerów stron w książce - Polska: mapa samochodowa z podziałem administracyjnym 1:700 000, wyd. XIV Zmienione, poprawione i uaktualnione, Szczecin: Wydawnictwo Kartograficzne KOMPAS, 2005–2006, ISBN 83-904373-7-6. Brak numerów stron w książce - Polska: mapa samochodowa 1:700 000, wyd. XXVII, Dom Wydawniczy PWN, 2016, ISBN 978-83-7705-942-5. Brak numerów stron w książce | • w 2000 roku dokonano kolejnej reformy sieci drogowej, w wyniku której trzycyfrowe drogi krajowe stały się drogami wojewódzkimi • ograniczenia dla ruchu ciężkiego |

## Dopuszczalny nacisk na oś
Od 13 marca 2021 roku na drodze dopuszczalny jest ruch pojazdów o nacisku pojedynczej osi do 11,5 tony z wyjątkiem określonych miejsc oznaczonych znakiem zakazu B-19.

### Do 13 marca 2021 r.
Wcześniej droga wojewódzka nr 297 objęta była ograniczeniami dopuszczalnego nacisku pojedynczej osi:
| Znak  | Dopuszczalny nacisk | Odcinek                                                               |
| ----- | ------------------- | --------------------------------------------------------------------- |
| DW297 | do 10 ton           | – węzeł „Golnice”                                                     |
| DW297 | do 8 ton            | - Nowa Sól – Kożuchów – Szprotawa – - węzeł „Golnice” – Bolesławiec – |

## Miejscowości leżące przy DW297
- Nowa Sól (S3)
- Kożuchów (DW283)
- Szprotawa (DK12)
- Golnice (A18)
- Bolesławiec (DK94)
- Lwówek Śląski (DW364)
- Pasiecznik (DK30)